# 1 (álbum de Zara Larsson)
1 é o álbum de estreia da cantora sueca Zara Larsson. Foi lançado exclusivamente nos países escandinavos em 1 de outubro de 2014, através do TEN Music Group e da Universal Music. O álbum obteve certificação de platina na Suécia e de ouro na Dinamarca, por vender 40 mil e 10 mil unidades nos países, respectivamente. Em 30 de janeiro de 2024, o álbum foi lançado internacionalmente em todas as plataformas digitais e de streaming.

## Singles
"Bad Boys" foi lançado como primeiro single em 13 de outubro de 2013. Alcançou a posição 33 na Dinamarca e a 27 na Suécia, sendo condecorado com o certificado de ouro, no primeiro citado, pela IFPI Dinamarca. Seu vídeo musical foi dirigido por Måns Nyman e lançado em 29 de outubro de 2013.
"Carry You Home" foi lançado como o segundo single em 12 de maio de 2014. Alcançou o top cinco na Suécia, chegando ao número três, onde recebeu o certificado de platina dupla pela Grammofon Leverantörernas Förening (GLF). Também alcançou sucesso na Dinamarca e República Tcheca. Seu videoclipe de acompanhamento foi lançado em 13 de maio de 2014.
"Rooftop" foi lançado como terceiro single em 15 de setembro de 2014. A canção alcançou a sexta posição na Suécia, recebendo certificado de platina no país, e de ouro na Dinamarca. Seu videoclipe foi lançado em 26 de setembro de 2014 e foi dirigido por Måns Nyman.
"Weak Heart" foi lançado como o quarto e último single em 12 de janeiro de 2015. Alcançou a posição 53 na Suécia, tornando-se o single de menor sucesso do álbum. Com direção de David Soutar, seu videoclipe foi lançado em 5 de dezembro de 2014.

## Recepção critica
Kyle Copier, do A Music Blog, Yea?, deu a 1 uma avaliação positiva, afirmando: "Enquanto seus colegas, mesmo os mais velhos e experientes, geralmente carecem de emoção, a mudança de tom de ex-namorada confiante para ex-amante abalada em 'She's Not Me', da Parte 1 para a Parte 2, é arrepiante." Ele elogiou a voz de Larsson por ser além da sua idade, concluindo a crítica escrevendo: "Por enquanto, ela é uma artista jovem, empolgante e impressionante, com um teto ainda inexplorado e uma estreia arrasadora – tenho certeza de que isso bastará. Podem apostar que farei um trabalho muito melhor acompanhando Zara Larsson de agora em diante." Press Play OK deu uma avaliação mais mista ao material, escrevendo: "As músicas de Larsson infelizmente parecem desprovidas de qualquer substância baseada na experiência de vida. 'Skipping a Beat' tem um riff inspirado naquela música similar de Olly Murs, enquanto 'Rooftop' é simplista."

## Alinhamento de faixas
| 1 – Edição padrão |                                |                                                                                 |                             |         |  |
| N.º               | Título                         | Compositor(es)                                                                  | Produtor(es)                | Duração |  |
| 1.                | "Skippin a Beat"               | Jacob Kasher Hindlin Rickard Göransson Tove Nilsson Kevin Figueiredo Teddy Pena | O.C. Kevin Figs Mack [a]    | 2:43    |  |
| 2.                | "Wanna Be Your Baby"           | Claude Kelly Marcus "Mack" Sepehrmanesh Colin Norman                            | Norman Kelly Robert Habolin | 3:04    |  |
| 3.                | "Rooftop"                      | Mack Göransson Mathieu Jomphe Nick Ruth                                         | Billboard Ruth Mack [a]     | 3:59    |  |
| 4.                | "Never Gonna Die"              | Ethan "Baby E" Lowery Tommy Tysper                                              | Tysper A.C.                 | 3:46    |  |
| 5.                | "Carry You Home"               | Elof Loelv                                                                      | Loelv                       | 4:14    |  |
| 6.                | "Can't Hold Back"              | Ashley Rose Melvin Hough II Rivelino Wouter                                     | Mel & Mus Habolin [a]       | 3:40    |  |
| 7.                | "Weak Heart"                   | Mack Robert Habolin Patrizia Helander                                           | Loelv Habolin [a]           | 2:59    |  |
| 8.                | "If I Was Your Girl"           | Mack Tim Denéve Ted Krotkiewski                                                 | JUNGLE Mack [a]             | 2:39    |  |
| 9.                | "Secret"                       | Elina Stridh Benjamin Johansson Grace Tither                                    | Hassle Johansson            | 2:43    |  |
| 10.               | "Endless"                      | Erik Hassle Daniel Ledinsky Andre Price                                         | Grizzly                     | 2:46    |  |
| 11.               | "Still in My Blood"            | Alx Reuterskiöld Kim Wennerström                                                | Habolin                     | 3:11    |  |
| 12.               | "Uncover" (versão de 2014)     | Mack Habolin Gavin Jones                                                        | Habolin Erik Arvinder       | 2:09    |  |
| 13.               | "Bad Boys"                     | Mack                                                                            | Loelv Mack [a] Habolin [a]  |         |  |
| 14.               | "She's Not Me" (pt. 1 e pt. 2) | Mack Joel Humlin                                                                | Mack Naiv                   | 5:33    |  |
| Duração total:    | Duração total:                 | Duração total:                                                                  | Duração total:              | 47:00   |  |

Notas
- ↑[a]  significa um produtor vocal.

## Créditos e pessoal
Lista-se abaixo os profissionais envolvidos na elaboração do disco, de acordo com dados obtidos em seu acompanhante encarte:
Artistas e músicos
- Zara Larsson — vocais
- Mel e Mus — todos os instrumentos (faixa 6)

Produção
- A.C. — produção (faixa 4)
- Nicki Adamsson — engenharia vocal (faixa 3)
- Erik Arvinder — gravação de cordas, arranjo de cordas (faixa 12)
- Billboard — produção (faixa 3)
- Adel Dahdal — mixagem (faixa 9)
- Björn Engelmann — masterização (faixas 12, 14)
- Kevin Figs — produção (faixa 1)
- Chris Gehringer — masterização (faixas 1-11, 13)
- Serban Ghenea — mixagem (faixa 4)
- Grizzly — produção, mixagem (faixa 10)
- Ola Håkansson — produção executiva
- Robert Habolin — produção (faixas 2, 11-12), produção vocal, gravação vocal (faixas 6-7, 13), mixagem (faixas 6, 11-12), gravação (faixa 12)
- John Hanes — engenharia de som para mixagem
- Simon Hassle — produção (faixa 9)
- Benjamin Johansson — produção (faixa 9)
- JUNGLE — produção, mixagem (faixa 8)
- Claude Kelly — produção (faixa 2)
- Zara Larsson — produção executiva
- Elof Loelv — produção, mixagem (faixas 5, 7, 13)
- Mack — produção executiva, produção (faixa 14), produção vocal (faixas 1, 3, 8, 13), gravação vocal (faixas 1, 13)
- Erik Madrid — mixagem (faixa 3)
- Mel & Mus — produção (faixa 6)
- Naiv — produção, mixagem (faixa 14)
- Nicki & Hampus — mixagem (faixa 1)
- Colin Norman — produção (faixa 2)
- O.C. — produção (faixa 1)
- Daniela Rivera — engenharia adicional (faixa 2)
- Nick Ruth — produção (faixa 3)
- Phil Tan — mixagem (faixa 2)
- Tommy Tysper — produção (faixa 4)
- Vincent Vu — assistente de mixagem (faixa 3)

Design e gestão
- Linnea Aarflot — direção de arte
- Athena Banisaid — gerenciamento de produtos
- Fredrik Etoall — fotografia
- Mack — A&R
- Emma Svensson – fotografia

## Desempenho comercial
1 conseguiu entrar nas paradas de três países: alcançou a posição 33 na Dinamarca, a posição 28 na Noruega e liderou a parada de álbuns da Suécia.
| País — Tabela musical (2014—15) | Melhor posição |
| ------------------------------- | -------------- |
| Dinamarca (Hitlisten)           | 33             |
| Noruega (VG-lista)              | 28             |
| Suécia (Sverigetopplistan)      | 1              |

| País — Tabela musical (2014) | Posição |
| ---------------------------- | ------- |
| Suécia (Sverigetopplistan)   | 59      |
| País — Tabela musical (2015) | Posição |
| Suécia (Sverigetopplistan)   | 39      |

| Região                                                         | Certificação | Vendas  |
| -------------------------------------------------------------- | ------------ | ------- |
| Dinamarca (IFPI Dinamarca)                                     | Ouro         | 10 000‡ |
| Suécia (GLF)                                                   | Platina      | 40 000‡ |
| ‡ vendas+valores de streaming baseados somente na certificação |              |         |

## Histórico de lançamento
| Região    | Data                  | Formato                       | Versão | Gravadora     | Ref.          |
| --------- | --------------------- | ----------------------------- | ------ | ------------- | ------------- |
| Suécia    | 1 de outubro de 2014  | CD download digital streaming | Padrão | TEN Universal | [ 38 ]        |
| Dinamarca | 6 de outubro de 2014  | Download digital streaming    | Padrão | TEN Epic      | [ 39 ]        |
| Noruega   | 6 de outubro de 2014  | Download digital streaming    | Padrão | TEN Epic      | [ 40 ]        |
| Várias    | 30 de janeiro de 2024 | Download digital streaming    | Padrão | TEN Epic      | [ 25 ] [ 41 ] |